# Айдынкенд
Айдынкенд (азерб. Aydınkənd) — село в Губинском районе Азербайджана. 

## География
Расположено у подножий хребта Дендалуг, на берегу реки Вельвеличай, в 27 км к югу от административного центра района — города Губа.

## Население
Согласно материалам посемейных списков на 1886 год в Айди-кендъ Ерфинского сельского общества Кубинского уезда Бакинской губернии проживало 607 жителей (72 дыма) и все таты-сунниты, из которых 36 человек относились к духовенству, а остальные 571 человек (67 дымов) — крестьяне на казённой земле.
Иранист Б. В. Миллер в 20-х годах XX века, отмечал Айдикенд среди тюркских суннитских селений.
По данным на 1 января 1933 года Айдынкент вместе с сёлами Карабулаг и Хырт образовывали одноимённый сельсовет Конахкентского района Азербайджанской ССР. Численность населения 293 человека (96 хозяйств, 170 мужчин, 123 женщины). Население всего сельсовета состояло из тюрков (азербайджанцев) — 70,7 % и татов — 20,2 %. 
Советский и азербайджанский этнолог Гамаршах Джавадов, сам являвшийся уроженцем Айдынкенда обозначал население села как чисто азербайджанское (сырф азəрбајҹанлылардан), указывая при этом на десятки случаев браков между жителями села и окрестными татскими сёлами (Хырт, Гюлези, Афурджа, Джими, Чичи, Утуг, Рустов и другими).
Также местным уроженцем является Муса Исрафил оглы Адилов — доктор филологических наук, профессор Бакинского государственного университета (БГУ).
Население занято животноводством.

## Народные промыслы
Айдынкенд являлся одним из центров азербайджанского ковроделия в регионе. Здесь производились ковры «Ордудж», «Афурджа», «Ерфи».